# Döglött akták
A Döglött akták (Cold Case) egy amerikai krimi tévésorozat, amely egy régi, megoldatlan ügyekkel foglalkozó rendőrségi osztály munkájáról szól. A sorozatot 2003 szeptemberében kezdték vetíteni a CBS tévécsatornán, és az első évad a legnézettebb műsorok közé tartozott. Magyarországon a sorozatot az RTL Klub és a Cool TV tűzte műsorra.

## Szereplők és magyar hangok
| Szerepnév                                           | Színész(nő)      | Magyar Hang                |
| --------------------------------------------------- | ---------------- | -------------------------- |
| Lilly Rush nyomozó                                  | Kathryn Morris   | Kiss Virág                 |
| Scott Valens nyomozó (Rush társa, a 6. résztől)     | Danny Pino       | Crespo Rodrigo             |
| John Stillman főhadnagy (Rush mentora)              | John Finn        | Rudas István (S07,E06-ig)  |
| John Stillman főhadnagy (Rush mentora)              | John Finn        | Szélyes Imre (S07,E07-től) |
| Will Jeffries nyomozó                               | Thom Barry       | Faragó András              |
| Nick Vera nyomozó                                   | Jeremy Ratchford | Kapácsy Miklós             |
| Kat Miller nyomozó (3. évadtól)                     | Tracie Thoms     | Sági Tímea                 |
| Chris Lassing nyomozó (Rush társa, az 1–4. részben) | Justin Chambers  | Welker Gábor               |

### A szereplők háttere
Az évadok során valamennyi főszereplő - talán Stillmant kivéve - párkapcsolati problémával küzd, ami végig kíséri őket a nyomozások során is. Elő-elő bukkannak mellékszálak, például Jeffriesnek halálra gázolták a feleségét, Valens testvérét pedofil molesztálta, Rush az apja után folytat magánnyomozást.

## Tények, érdekességek
A negyedik évad 18. részében feltűnik a szereplők közt az azóta világhírű Jennifer Lawrence.
- A sorozat címzenéjét az E.S. Posthumus szerezte, a szám címe Nara.
- A sorozatban a visszaemlékezések alatt az adott korban népszerű dalok és zeneszámok szólalnak meg.
- Egy-egy vendégszerepet általában két színész alakít. A visszaemlékezések során egy fiatal, a jelenben pedig egy idősebb színész. A jelen és a visszaemlékezések képei váltakoznak, ezzel is szemléltetve a szereplő változását az eltelt évek alatt. A One Night című epizódban az egyik szereplőt három színész is alakította.
- Gyakran nem csak gyilkosságra derül fény, hanem más bűntettekre is. Visznek el drogdílert, rendőrt, bírót, sőt a végén még Dohertyt is.
- Olykor előfordul, hogy - ha ez a más ügy nem olyan súlyú - az ügy megoldása érdekében szemet hunynak fölötte, cserében az érdemi információkért. "Nem az adóhivataltól jöttünk, a gyilkosságról beszéljen!"
- Szinte minden epizód azzal a jelenettel végződik, hogy letartóztatják az elkövetőt, valamint megjelenik az áldozat hálás, látomásszerű képe.
- A "valódi döglött aktákkal" foglalkozó szervezet a Vidocq Society, melynek központja Philadelphiában van. Valószínűleg erős hatással volt a sorozatra.
- A visszaemlékezések képi megjelenítése koronként változik a sorozatban. Például az 50-es évekről történő visszaemlékezés fekete-fehér, egy másik epizódban az 1939-es évből szépia árnyalatú, egy 80-as évekbeli visszaemlékezés pedig osztott-képernyős volt (hasonlóan mint a 24 című sorozatban).
- A legrégebbi döglött akta, amit a sorozatban újra megnyitottak 1919-ből származott.
- Számos népszerű film szolgált alapjául egyes epizódoknak. Így például a Szombat esti láz (Disco Inferno), Rocky (Yo, Adrian), Rocky Horror Picture Show (Creatures of the Night).

- Számos részben megtörtént eseteket dolgoznak fel, vagy a történet utalásokat tartalmaz. ("Boy in the Box", Unabomber, Zodiákus gyilkos stb...)
- Az első jelenet mindig idilli vagy közel idilli, ekkor mutatják az aktuális dátumot is amikor a gyilkosság történt. A második snittben a haldokló vagy halott áldozatot láthatjuk.
- A sorozat crossovere CSI: New York-i helyszínelők harmadik évadának huszonkettedik, Zuhanás című epizódjában volt, amikor Scotty Valens nyomozó (Danny Pino) látogatóba érkezett a New York-i laborba, hogy elmondja Stella Bonaserának, hogy DNS-e megegyezik egy régi philadelphiai gyilkosság során talált bizonyítékokkal.
- Számos rész elején említik, hogy "első csütörtök van." Minden hónap első csütörtökén a gyilkossági nyomozók összeülnek beszélgetni, de főleg iszogatni a John's Tavernában.
- A negyedik évad első részében (A titokzatos harmadik) az egyik áldozat a neve szerint (Fehervari K.) magyar.